# Kato Masao
Masao Katō (加藤 正夫, Katō Masao, 15 mars 1947 - 30 décembre 2004), est un joueur de go professionnel.

## Biographie

### Joueur de go
Jeune, Katō est connu très tôt sous le nom de "le tueur" à cause de son style agressif, amenant l'issue de certaines parties à être entièrement liée à la survie ou non d'un grand groupe de pierres adverses. Il est également connu pour son usage important du fuseki chinois lorsqu'il joue les noirs. Katō a atteint le grade de 9e dan professionnel, et a remporté de nombreux titres malgré des débuts tardifs et huit finales perdues avant son premier succès. Il a étudié le go dans l'école de Kitani Minoru, avec d'autres joueurs devenus célèbres dont Cho Chikun, Kobayashi Koichi, Takemiya Masaki et Ishida Yoshio. Katō a été le maître d'une nouvelle génération de joueurs, dont Yukari Yoshihara.

### Président de la Nihon Ki-in
Début 2004, Katō est élu président de la fédération japonaise de joueurs professionnels, la Nihon Ki-in, et président de la fédération internationale de go. Il a réalisé plusieurs réformes importantes de la Nihon Ki-in, notamment en supprimant le système de tournoi Oteai, utilisé jusque-là pour déterminer le rang des professionnels. Un nouveau système de règles de promotion a été mis en place. Le komi a été augmenté de 5.5 points à 6.5 points, et le temps de jeu standard des parties a été réduit.

### Décès
Peu de temps après son élection à la tête de la Nihon Ki-in, le 7 décembre 2004, Katō est transféré à l'hôpital pour un problème vasculaire cérébral. Le 10 décembre, il est opéré avec succès, mais son état se détériore à partir du 28 décembre, et il meurt le 30 décembre 2004.
Katō était l'un des meilleurs joueurs de go au Japon, où il est l'un des rares joueurs à avoir dépassé 1 200 victoires, avec un score final de 1 253 victoires et 664 défaites sur l'ensemble de sa carrière professionnelle. Sa disparition soudaine, alors qu'il était encore au sommet de sa carrière, a provoqué une grande émotion dans le monde du go.

## Titres
Il est le 4e joueur à avoir obtenu le plus de titres au Japon.
| Titre               | Années                        |
| ------------------- | ----------------------------- |
| Titres nationaux    | 45                            |
| Meijin              | 1986 - 1987                   |
| Honinbo             | 1977 - 1979, 2002             |
| Judan               | 1976 - 1979, 1983, 1987, 1997 |
| Tengen              | 1978 - 1981                   |
| Oza                 | 1979, 1980, 1982 - 1989, 1993 |
| Gosei               | 1977, 1987                    |
| Coupe NEC           | 1990, 1991, 1996              |
| Coupe Agon          | 1995, 1996, 2003              |
| Coupe NHK           | 1988                          |
| Ryusei              | 1998, 2001                    |
| Hayago Championship | 1988, 1994                    |
| Kakusei             | 1980, 1986, 1995, 1996        |